# Colin Castleton

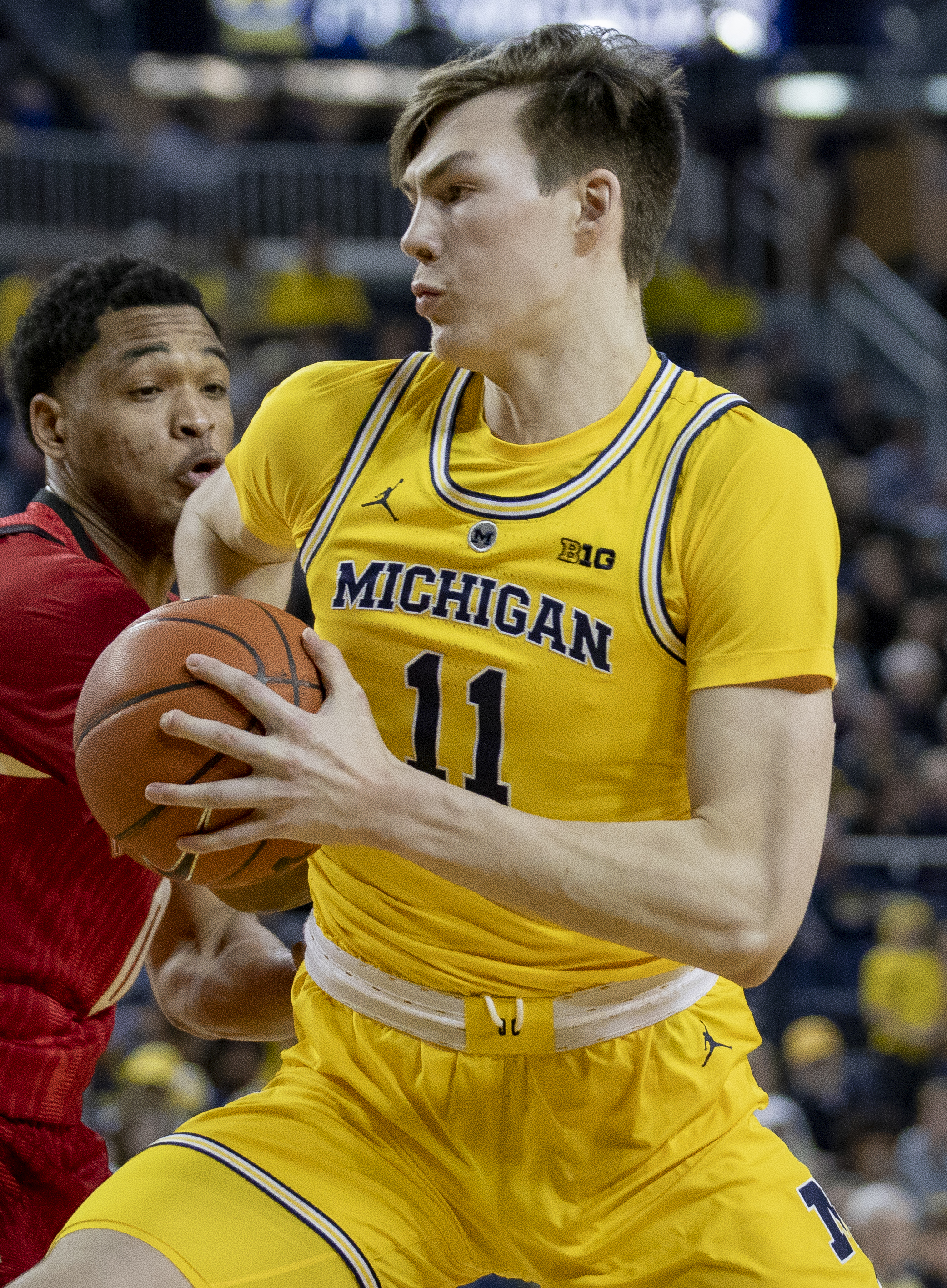
Colin Castleton, 2019.

Colin Reed Castleton, född 25 maj 2000 i Pembroke Pines i Florida, är en amerikansk professionell basketspelare (C) som spelar för Toronto Raptors i National Basketball Association (NBA). Han har tidigare spelat för Los Angeles Lakers, Memphis Grizzlies och Philadelphia 76ers.
Castleton blev aldrig NBA-draftad.
Innan han blev proffs studerade Castleton först på University of Michigan och spelade för deras idrottsförening Michigan Wolverines. Han blev senare överförd till University of Florida för spel i Florida Gators.